# 薛珪
薛珪（1437年—？），字廷器，直隸真定府趙州臨城縣人，民籍。明朝政治人物。進士出身。

## 生平
順天府鄉試七十八名。成化五年（1469年）乙丑科會試第一百五十八名，殿試登進士第三甲第一百五十一名。

## 家族
曾祖薛弘友。祖父薛志剛，曾任封戶部員外郎。父亲薛幹，曾任苑馬寺少卿。